# Gerald Linti
Gerald Walter Linti (* 1962 in München) ist ein deutscher Chemiker und Hochschullehrer an der Ruprecht-Karls-Universität Heidelberg.

## Leben
Linti studierte von 1982 bis zu seinem Diplom 1988 Chemie an der Universität München. Anschließend arbeitete er in der Forschungsgruppe von Heinrich Nöth und wurde unter dessen Betreuung 1990 promoviert. Von 1990 bis 1991 arbeitete er als PostDoc bei Richard R. Schrock am Massachusetts Institute of Technology. Nach seiner Rückkehr nach Deutschland 1992 war er bis 1994 als wissenschaftlicher Assistent an der Universität München tätig. Ab 1995 arbeitete er als Stipendiat der DFG an der Universität Karlsruhe an seiner Habilitation, die er 1996 vollendete. Ab 1997 arbeitete er als Heisenberg-Stipendiat. Seit 2000 ist er Professor am anorganisch-chemischen Institut der Universität Heidelberg. Von Oktober 2014 bis Oktober 2017 war er Dekan der Heidelberger Fakultät für Chemie und Geowissenschaften.

## Forschung
Lintis Forschungsschwerpunkt liegt vor allem in der Molekül- und Clusterchemie der schwereren Elemente der III. Hauptgruppe des Periodensystems, mit besonderem Schwerpunkt auf dem chemischen Verhalten von Gallium. 